# Hunter Island (Matthew- und Hunterinseln)
Hunter Island (eingedeutscht Hunterinsel, französisch Île Hunter), auch Fearn Island, ist eine unbewohnte Insel im südlichen Pazifik. Mit der 72,6 Kilometer östlich entfernten Matthew Island bildet sie die Gruppe der Matthew- und Hunterinseln.

## Geographie
Hunter Island liegt 518 Kilometer östlich der zu Frankreich gehörenden Insel Neukaledonien und 329 Kilometer südöstlich von Aneityum, der südlichsten Insel Vanuatus. Frankreich sieht die Matthew- und Hunterinseln als Teil ihres Überseegebietes, während Vanuatu sie als Teil ihrer Provinz Tafea beansprucht.
Die Insel besteht aus einem Schichtvulkan mit einer Höhe von 297 m. Seine letzte bekannte Eruption war 1903. Vulkanische Aktivität ist auf der Insel noch zu beobachten. Der Hauptkrater ist 100 Meter tief.

## Flora und Fauna
2013 untersuchte eine wissenschaftliche Expedition die Insel.
40 verschiedene Pflanzenarten sind auf der Insel bekannt, darunter auch Lindenblättriger Eibisch (Hibiscus tiliaceus), Pisonia grandis und Pandanus tectorius. Dazu kommen Farne Blechnum orientale, Histiopteris incisa und Aplopteris elongata und Pflanzen, die wohl absichtlich von Menschen eingeführt wurden, wie Indischer Korallenbaum (Erythrina variegata), Vigna adenantha und Schwammkürbis (Luffa cylindrica).
Die Tierwelt besteht vor allem aus Vögeln. Dazu gehören Bindenfregattvogel (Fregata minor), Arielfregattvogel (Fregata ariel), Maskentölpel (Sula dactylatra), Weißbauchtölpel (Sula leucogaster), Rotfußtölpel (Sula sula), Rotschwanz-Tropikvogel (Phaethon rubricauda), Keilschwanz-Sturmtaucher (Ardenna pacifica), Schwarzflügel-Sturmvogel (Pterodroma nigripennis), Wappen-Sturmvogel (Pterodroma heraldica), Anous albivittus, Noddi (Anous stolidus), Feenseeschwalbe (Gygis alba), Glücksschwalbe (Hirundo neoxena), Südsee-Sumpfhuhn (Porzana tabuensis), Weißwangenreiher (Egretta novaehollandiae) und Schwarzscharbe (Phalacrocorax sulcirostris). Auch Ratten leben auf der Insel.

## Geschichte
1798 entdeckte John Fearn, Kapitän des britischen Handelsschiffes Hunter, die Insel auf der Fahrt von Sydney nach Hawaii und benannte sie nach seinem Schiff.